# Gunthamund
Gunthamund, eller Gundamund, född omkring 450, död 496, var kung av Vandalriket från 484 till 496. Gundamund var son till Genson, Geiseriks son, och därmed brorson till den tidigare kungen Hunerik. Liksom han bekrigade han morerna och förföljde de icke arianska kristna. När han dog efter tolv års regerande efterträddes han av sin bror Trasamund.